# دوندی، کبک
دوندی (به فرانسوی: Dundee) بخشی در منطقه شهری لو او-سن-لوران ناحیه مونترژی در استان کبک کانادا است. در سرشماری سال ۲۰۱۱ این بخش ۴۰۶ نفر جمعیت داشته‌است و مساحت آن ۹۴٫۲ کیلومتر مربع است.